# Cyclosa gulinensis
Cyclosa gulinensis is een spinnensoort in de taxonomische indeling van de wielwebspinnen (Araneidae).
Het dier behoort tot het geslacht Cyclosa. De wetenschappelijke naam van de soort werd voor het eerst geldig gepubliceerd in 1995 door Xie, Chang-Min Yin & Joo-Pil Kim.